# Slipping Away (chanson des Rolling Stones)
Pour les articles homonymes, voir Slipping Away.
Pistes de Steel Wheels
Break the Spell
(11)
Slipping Away est une chanson du groupe britannique The Rolling Stones parue en 1989 sur l'album Steel Wheels. C'est une ballade écrite par Mick Jagger et Keith Richards et chantée par ce dernier. 
Le groupe interprète en concert cette chanson de façon régulière au cours de ses tournées, notamment lors de Voodoo Lounge (1995), Forty Licks (2002-2003), A Bigger Bang (2005-2007), 14 on Fire avec l'ancien guitariste du groupe Mick Taylor en invité (2014) et No Filter (2017-2019),,.

## Description
La chanson Slipping Away est co-écrite par Mick Jagger et Keith Richards, habitué à collaborer ensemble sous la signature Jagger/Richards. La chanson a été enregistrée par Christopher Marc Potter et Rupert Coulson aux studios Air sur l'île de Montserrat et aux studios Olympic à Londres. Il a été mixé par Michael H. Brauer.
Musicalement, Slipping Away est une ballade lente « rêveuse ». Keith Richards est au chant, tandis que Mick Jagger se retrouve aux chœurs avec Sarah Dash, Lisa Fischer et Bernard Fowler. Keith et Ron Wood jouent les parties de guitares, tandis que Bill Wyman livre une basse bien présente et Charlie Watts est à son poste à la batterie. L'orgue et le piano sont interprétés par Chuck Leavell et le piano électrique par Matt Clifford. Les cuivres de la chanson sont fournis par les Kick Horns.

## Réception critique
Dans un article rétrospectif sur les 20 plus grandes chansons de Richards, Jon Dolan du magazine Rolling Stone le classe à la cinquième place, écrivant que Slipping Away est une chanson « émouvante » et une « sombre fin d'album » pour Steel Wheels. 
En 2019, Jon Dolan a écrit dans Rolling Stone que Slipping Away est « la meilleure chanson » de l'album. Vulture a classé Slipping Away en 2017 comme la 320e meilleure chanson du groupe de tous les temps. Joe Lynch de Billboard a écrit que la qualité de la chanson était "suffisante pour prouver que même sans les Stones, [Richards] aurait pu jouir d'une carrière solo de renommée et de pertinence".

## Postérité
Six ans après sa première parution, Keith Richards retravaille la chanson dans une version acoustique qui est enregistrée et publiée dans l'album live Stripped en 1995. A ce moment-là, Keith dit de cette chanson : 

« (Quand nous l'avons enregistrée pour Stripped) nous avons réalisé, 'Wow, cette chanson s'est en quelque sorte échappée.' Ça s'est en quelque sorte essoufflé à la fin de Steel Wheels. On s'est rendu compte du potentiel qu'elle avait encore, et le groupe et surtout les cuivres ont dit : « Il faut que tu fasses ça ! » Donc, d'une certaine manière, j'ai accepté de le faire sous la menace d'une arme. Mais quand je me suis lancé, j'ai vraiment aimé chanter cette chanson. Elle a une certaine profondeur. »

— Keith Richards

## Crédits

### The Rolling Stones
- Mick Jagger : choeurs
- Keith Richards : chant, guitare
- Ronnie Wood : guitare
- Bill Wyman : basse
- Charlie Watts : batterie

### Musiciens additionnels
- Chuck Levell : orgue, piano
- Matt Clifford : piano électrique
- Kick Horns : cuivres
- Sarah Dash, Lisa Fisher et Bernard Fowler : choeurs

### Équipe technique
- Chris Kimsey : production
- Christopher Marc Potter et Rupert Coulson : ingénieurs du son
- Michael H. Brauer : mixage